# Hugh Anderson
Hugh Anderson, född den 18 januari 1936 är en nyzeeländsk f.d. roadracingförare som blev världsmästare i 125GP två gånger och lika många i 50GP. Hela karriären tillbringade han på sadeln på en Suzuki.

## Segrar 125GP
| Nr | Grand Prix   | År   |
| -- | ------------ | ---- |
| 1  | Frankrike    | 1963 |
| 2  | Isle of Man  | 1963 |
| 3  | Holland      | 1963 |
| 4  | Nordirland   | 1963 |
| 5  | Östtyskland  | 1963 |
| 6  | Finland      | 1963 |
| 7  | USA          | 1964 |
| 8  | Östtyskland  | 1964 |
| 9  | Nordirland   | 1964 |
| 10 | USA          | 1965 |
| 11 | Västtyskland | 1965 |
| 12 | Spanien      | 1965 |
| 13 | Frankrike    | 1965 |
| 14 | Finland      | 1965 |
| 15 | Italien      | 1965 |
| 16 | Japan        | 1965 |

## Segrar 50GP
| Nr | Grand Prix   | År   |
| -- | ------------ | ---- |
| 1  | Argentina    | 1962 |
| 2  | Västtyskland | 1963 |
| 3  | Argentina    | 1963 |
| 4  | USA          | 1964 |
| 5  | Frankrike    | 1964 |
| 6  | Isle of Man  | 1964 |
| 7  | Finland      | 1964 |
| 8  | Spanien      | 1965 |